# Boston Marathon 1977
De Boston Marathon 1977 werd gelopen op maandag 18 april 1977. Het was de 81e editie van deze marathon.
De Canadees Jerome Drayton kwam als eerste over de streep in 2:14.46. De Amerikaanse Michiko Gorman won bij de vrouwen in 2:48.33.
In totaal finishten er 2329 marathonlopers, waarvan 2227 mannen en 102 vrouwen.

## Uitslagen

### Mannen
| rang   | naam            | land | tijd    |
| ------ | --------------- | ---- | ------- |
| Goud   | Jerome Drayton  | CAN  | 2:14.46 |
| Zilver | Veli Balli      | TUR  | 2:15.44 |
| Brons  | Brian Maxwell   | CAN  | 2:17.21 |
| 4      | Ronald Wayne    | USA  | 2:18.18 |
| 5      | Vincent Fleming | USA  | 2:18.37 |
| 6      | Tom Fleming     | USA  | 2:18.46 |
| 7      | Gary Tuttle     | USA  | 2:19.42 |
| 8      | Chris Berka     | USA  | 2:19.48 |
| 9      | Jack Fultz      | USA  | 2:20.44 |
| 10     | Russell Pate    | USA  | 2:21.16 |

### Vrouwen
| rang   | naam            | land | tijd    |
| ------ | --------------- | ---- | ------- |
| Goud   | Michiko Gorman  | USA  | 2:48.33 |
| Zilver | Marilyn Bevans  | USA  | 2:51.12 |
| Brons  | Lisa Lorrain    | USA  | 2:56.04 |
| 4      | Gayle Olinek    | CAN  | 2:56.55 |
| 5      | Ann Forshee     | USA  | 2:58.54 |
| 6      | Lisa Matovcik   | USA  | 2:58.54 |
| 7      | Joan Ullyot     | USA  | 3:01.04 |
| 8      | Penny Demoss    | USA  | 3:01.16 |
| 9      | Jennifer White  | USA  | 3:03.33 |
| 10     | Salley Sullivan | USA  | 3:03.46 |

1897 ·
1898 ·
1899 ·
1900 ·
1901 ·
1902 ·
1903 ·
1904 ·
1905 ·
1906 ·
1907 ·
1908 ·
1909 ·
1910 ·
1911 ·
1912 ·
1913 ·
1914 ·
1915 ·
1916 ·
1917 ·
1918 ·
1919 ·
1920 ·
1921 ·
1922 ·
1923 ·
1924 ·
1925 ·
1926 ·
1927 ·
1928 ·
1929 ·
1930 ·
1931 ·
1932 ·
1933 ·
1934 ·
1935 ·
1936 ·
1937 ·
1938 ·
1939 ·
1940 ·
1941 ·
1942 ·
1943 ·
1944 ·
1945 ·
1946 ·
1947 ·
1948 ·
1949 ·
1950 ·
1951 ·
1952 ·
1953 ·
1954 ·
1955 ·
1956 ·
1957 ·
1958 ·
1959 ·
1960 ·
1961 ·
1962 ·
1963 ·
1964 ·
1965 ·
1966 ·
1967 ·
1968 ·
1969 ·
1970 ·
1971 ·
1972 ·
1973 ·
1974 ·
1975 ·
1976 ·
1977 ·
1978 ·
1979 ·
1980 ·
1981 ·
1982 ·
1983 ·
1984 ·
1985 ·
1986 ·
1987 ·
1988 ·
1989 ·
1990 ·
1991 ·
1992 ·
1993 ·
1994 ·
1995 ·
1996 ·
1997 ·
1998 ·
1999 ·
2000 ·
2001 ·
2002 ·
2003 ·
2004 ·
2005 ·
2006 ·
2007 ·
2008 ·
2009 ·
2010 ·
2011 ·
2012 ·
2013 ·
2014 ·
2015 ·
2016 ·
2017 ·
2018 ·
2019 ·
2020 ·
2021 ·
2022